# NGC 953
NGC 953 este o galaxie eliptică situată în constelația Triunghiul. A fost descoperită în 26 septembrie 1865 de către Heinrich Louis d'Arrest. Se află la o distanță de 63,61 de megaparseci de Pământ.